# 蒙加亚尔 (塔恩-加龙省)
蒙加亚尔（法語：Montgaillard，法語發音：[mɔ̃ɡajaʁ] ⓘ）是法国塔恩-加龙省的一个市镇，属于卡斯泰尔萨拉桑区。

## 地理
蒙加亚尔（43°55'58"N, 0°52'34"E）面积9.5 平方千米，位于法国奧克西塔尼大區塔恩-加龙省，该省份为法国西南部内陆省份，北起顺时针与洛特省、阿韦龙省、塔恩省、上加龙省、热尔省和洛特-加龙省接壤。
与蒙加亚尔接壤的市镇（或旧市镇、城区）包括：卡斯泰龙、巴利尼亚克、拉维、马尔萨克、莫米松、普帕。

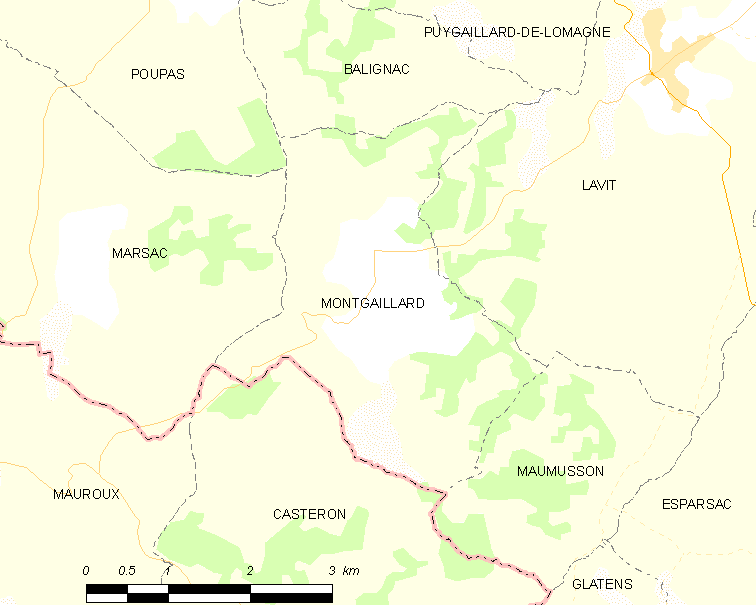
的OSM定位图

蒙加亚尔的时区为UTC+01:00、UTC+02:00（夏令时）。

## 行政
蒙加亚尔的邮政编码为82120，INSEE市镇编码为82129。

## 政治
蒙加亚尔所属的省级选区为加龙-洛马涅-布吕尤瓦县。

## 人口

1962-2008年间人口变化图示

蒙加亚尔于2022年1月1日时的人口数量为143人。